# Mike Crapo
Dean Michael "Mike" Crapo (Idaho Falls, Idaho, 20 de maio de 1951) é um político e advogado estadunidense, atualmente o mais antigo senador pelo estado de Idaho, exercendo o cargo desde 1999. Ele é membro do Partido Republicano. Serviu na Câmara dos Representantes dos Estados Unidos entre 1993 e 1999.

## Biografia
Nascido em 20 de maio de 1951, em Idaho Falls, no estado de Idaho, filho de Melba e George Lavelle Crapo.

### Carreira política
Crapo iniciou sua carreira política em 1993, quando foi eleito representante do 2º distrito congressional do Idaho, cargo qual ocupou até 1999, quando foi eleito senador.

### Vida pessoal
Mike é casado com Susan Crapo, e têm cinco filhos:Michelle Crapo, Brian Crapo, Stephanie Crapo, Lara Crapo e Paul Crapo.